# Battaglia di Mantinea (207 a.C.)
La battaglia di Mantinea del 207 a.C. fu combattuta tra gli Spartani guidati dal tiranno Macanida e le truppe della Lega achea comandate da Filopemene. Gli Achei vinsero la battaglia e Macanida cadde nello scontro.